# Голландит
Голландит (англ. hollandite) — минерал, оксид марганца и бария цепочковидного строения. Формула — MnBaMn6O14.
Голландит назван в честь Др. Томаса Генри Холланда (1868-1947) директора Индийской геологической службы. Минерал встречается в Индии, Швеции, Норвегии, Германии, Марокко, США и других странах.

## Характеристика

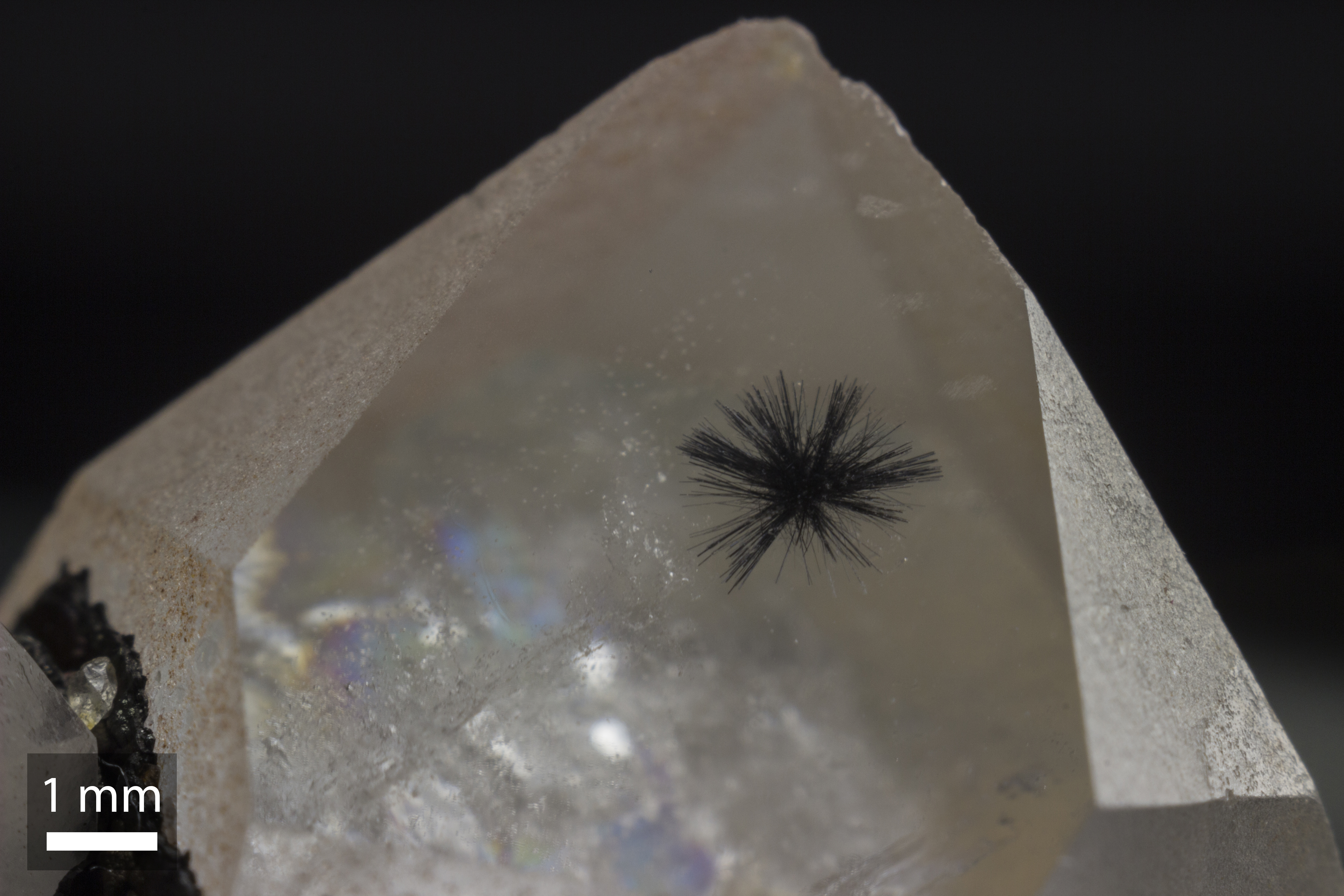
Сросток кристаллов голландита в кварце, Мадагаскар

Образует изоморфический ряд с криптомеланом (MnK2Mn6O14). Состав:
- BaO — 20,56 %
- MnO — 9,51 %
- MnO2 — 69,93 %

Сингония тетрагональная. Плотность — 4.95 г/см³. Твёрдость — 6. Блеск — полуметаллический. Цвет черты — чёрный. Кристаллы обычно короткопризматические, их агрегаты часто гроздевидные и стебельчатые.  Обнаруживается в метаморфических марганцевых месторождениях в Центральной Индии, Швеции. Широко известны образцы из Мадагаскара, где можно найти звёздчатые агрегаты голландита в кристаллах кварца.